# Municipio de Carlisle (Minnesota)
El municipio de Carlisle (en inglés: Carlisle Township) es un municipio ubicado en el condado de Otter Tail en el estado estadounidense de Minnesota. En el año 2010 tenía una población de 156 habitantes y una densidad poblacional de 1,69 personas por km².

## Geografía
El municipio de Carlisle se encuentra ubicado en las coordenadas 46°19′48″N 96°13′27″O / 46.33000, -96.22417. Según la Oficina del Censo de los Estados Unidos, el municipio tiene una superficie total de 92.31 km², de la cual 90,22 km² corresponden a tierra firme y (2,26 %) 2,09 km² es agua.

## Demografía
Según el censo de 2010, había 156 personas residiendo en el municipio de Carlisle. La densidad de población era de 1,69 hab./km². De los 156 habitantes, el municipio de Carlisle estaba compuesto por el 97,44 % blancos, el 0,64 % eran afroamericanos, el 0,64 % eran amerindios y el 1,28 % eran de una mezcla de razas. Del total de la población el 3,21 % eran hispanos o latinos de cualquier raza.